# شهرستان فنگ (جیانگسو)
شهرستان فنگ (به انگلیسی: Feng County) یک شهرستان در چین است که در شوژو واقع شده‌است. شهرستان فنگ ۱٬۴۵۰٫۲ کیلومتر مربع مساحت و ۱٬۱۸۲٬۳۰۰ نفر جمعیت دارد.